# Hertha Degn

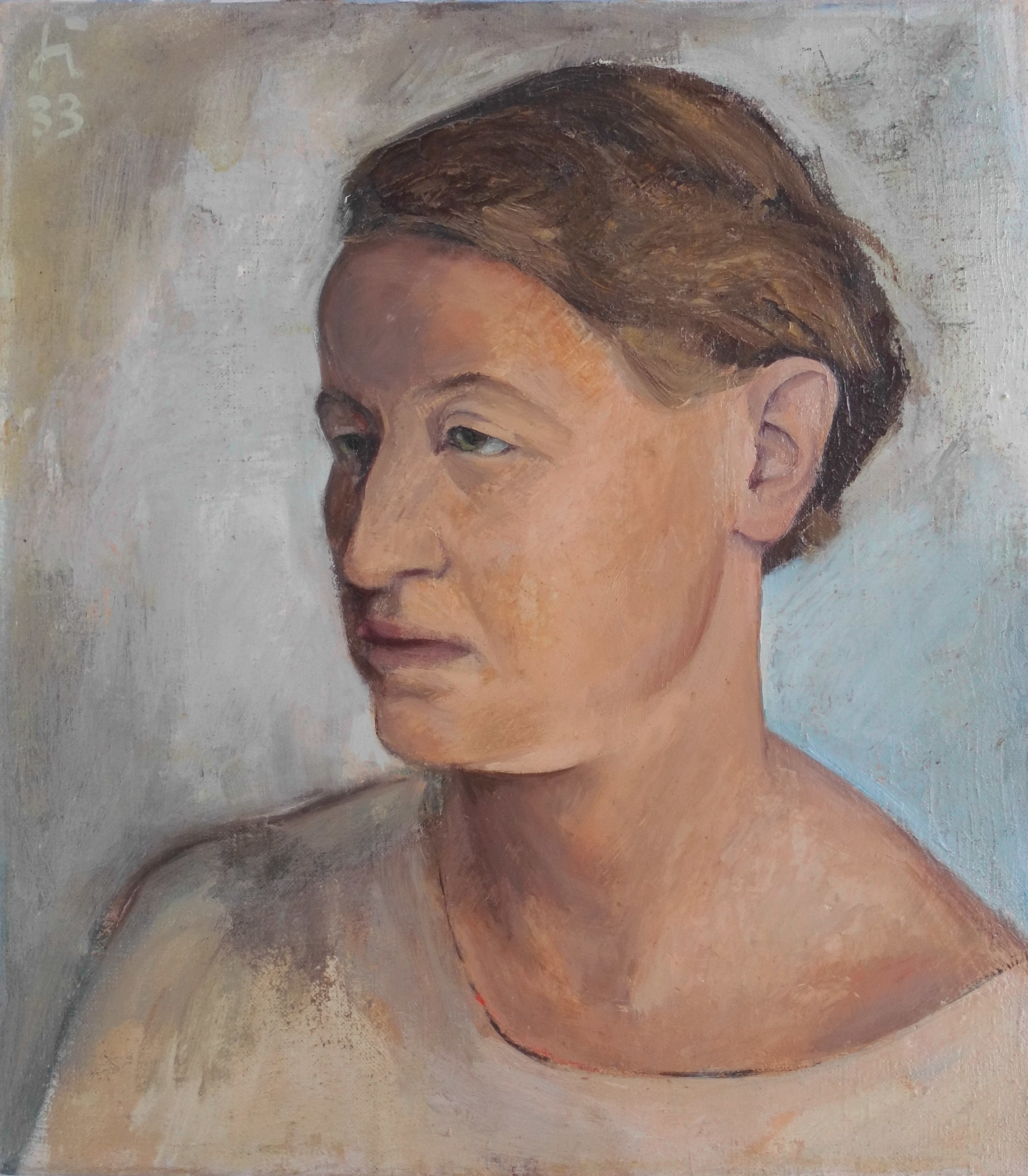
Walther Kohlhase: Porträt Hertha Degn (1933)

Hertha Degn-Kohlhase (*  1. November 1908 in Bremen; † 28. September 2003 in Beverstedt) war eine deutsche Malerin und Kunsterzieherin.

## Leben
Hertha Anna Walda Degn wuchs in einem kunstsinnigen Elternhaus auf. Ihr Vater war der bereits in jungen Jahren durch verschiedene Patente zu finanzieller Unabhängigkeit gekommene Paul Frederik Degn (1868–1948), Ingenieur des Maschinenbaus und späterer Werftdirektor der Howaldtswerke in Kiel. Dieser war nicht nur ein passionierter Kunstsammler, sondern seit Kindheitstagen und Flensburger Schulzeiten an auch ein enger Freund des Malers Alexander Eckener (1870–1944). Die Mutter Johanna Bertha Degn (1877–1959), geb. Kippenberg, war die Schwester des Verlegers Anton Kippenberg (1874–1950), dem „Bücheronkel“ Herthas. Um 1913 war die Familie berufsbedingt von Bremen nach Kiel gekommen. Zuletzt wohnte man im Düsternbrooker Weg 75, dem heutigen Sitz der Apothekerkammer Schleswig-Holsteins, zuvor war man in der Catharinenstr. 3 in Neumühlen-Dietrichsdorf ansässig gewesen, in Werftnähe und auf der gegenüberliegenden Seite der Kieler Förde. Hertha Degn hatte fünf Geschwister. Ihr jüngerer Bruder war der Kieler Historiker Christian Degn (1909–2004).
1927 bestand sie ihr Abitur in Kiel. Nach einem abgebrochenen Studium der Romanistik in Genf reifte bei ihr der Entschluss zu einem Kunststudium. 1928 wechselte Degn an die Kunstakademie Königsberg. Ihre Lehrer wurden der Grafiker Heinrich Wolff (1875–1940) sowie der Segeberger Maler Karl Storch der Ältere (1864–1954). Insbesondere zu Storch pflegte sie ein freundschaftliches Verhältnis. Einige Arbeiten Storchs, die zum Teil in Kiel entstanden sind und die sich heute in Familienbesitz befinden, zeugen von dieser Zeit.
Der von Degn geschätzte Storch ging jedoch bald in den Ruhestand und Heinrich Wolff war ihr „zu grafisch“ (mit einem lachenden Auge auch als „farbenblind“ umschrieben). Auf das Anraten Storchs hin wechselte Degn 1929 deshalb an die progressive Staatliche Akademie für Kunst und Kunstgewerbe Breslau („Bauhaus vor dem Bauhaus“), wo sie bis 1931 eingeschrieben war. Ihre Lehrer waren (der von Degn insbesondere auch menschlich geschätzte) Alexander Kanoldt (1881–1939), Otto Mueller (1874–1930), Carlo Mense (1886–1965) sowie der Methodiker Paul Holz (1883–1938). In Breslau lernte sie auch ihren späteren Ehemann Walther Kohlhase (1908–1993) kennen, der dort bereits 1928 sein Studium aufgenommen hatte und zu den Älteren gehörte.
Am 1. April 1932 wurde die Breslauer Akademie im Zuge der zweiten Brüningschen Notverordnung geschlossen. Den Umständen geschuldet wechselte Degn zunächst an die Kasseler Kunstakademie und, als auch diese Institution Opfer der Sparmaßnahmen wurde, 1932 an die Staatliche Kunstschule zu Berlin zu Georg Tappert (1880–1957). In Berlin bestand sie 1933 ihr Kunsterzieherexamen.
Hertha Degn war ab 1935 mit Walther Kohlhase verheiratet. Das Künstlerpaar lebte fortan in Dessau, der Heimat ihres Mannes. Da sich hier die Junkerswerke vor Ort befanden und die Stadt nicht zuletzt deshalb ein bevorzugtes Ziel alliierter Luftangriffe war, flüchtete man in Sorge um das Wohl der Kinder 1943 nach Hohenhude in Schleswig-Holstein, wo die Schwägerin Degns den landwirtschaftlichen Lehrhof unterhielt. Ab 1950 war ihr Mann wieder im Schuldienst tätig, weshalb man Hohenhude verließ und nach Kiel umzog. Nach dem Tod Walther Kohlhases zog Degn 1996 zu ihrer Tochter nach Hannover und 2001 mit ihr nach Beverstedt. Dort ist sie 2003 verstorben.

## Wirken
In den 30er Jahren entstanden einige Ölgemälde und Zeichnungen mit Dessauer und mit Kieler Motiven, während in den 40er Jahren farbenfrohe Aquarelle das Schaffen Degns dominiert haben. Bis 1935 signierte sie ihre Arbeiten mit ihrem Mädchennamen, danach sind die Signaturen Hertha Degn-Kohlhase, Hertha Kohlhase-Degn, Hertha Kohlhase oder auch das ein oder andere Monogramm nachweisbar (sie nahm es an dieser Stelle nicht so genau). Vieles ist durch die Umstände der Zeit verloren gegangen bzw. in Vergessenheit geraten und bedarf weiterer Aufarbeitung. Degn, die 1936 zum ersten Mal Mutter wurde, gab privaten Malunterricht. Sie stellte aber auch aus. Während ihrer Dessauer Zeit nahm sie an den Landesschauen Anhalts in Halle an der Saale und in Dessau teil. Wann diese stattfanden und welche Werke wo ausgestellt wurden, konnte bislang nicht ermittelt werden. Über Vermittlung der Malerin Bertha Dörflein-Kahlke (1875–1964) war Degn aber auch an Ausstellungen des Kieler Kunstvereins beteiligt. Auch hier sind in der Familie keine Unterlagen mehr vorhanden, d. h. es ist unbekannt, wann diese Ausstellungen stattfanden und welche Arbeiten wo gezeigt wurden. Sicher zumindest ist, dass Degn 1948 an der ersten vom Kunstkreis Kiel (KKK) veranstalteten Ausstellung im Kunsthaus Roos teilnahm und laut Katalog mit einem Aquarell des Westensees beteiligt war. 1982 war sie auf der Sommerausstellung Schleswig-Holsteinischer Künstler im Schloss Plön mit vier (unverkäuflichen) Aquarellen vertreten, 2009 zeigte das Schlesische Museum zu Görlitz in der Ausstellung „Rollenwechsel“ verschiedenen Grafiken aus der Breslauer Zeit.
Insbesondere in ihrer Hohenhuder Phase ist Degn äußerst produktiv gewesen, da ihr Mann erst im November 1947 aus der Kriegsgefangenschaft entlassen wurde und Degn, Mutter von sechs Kindern, völlig auf sich allein gestellt war. Es ist überliefert, dass sie in einem guten Sommer 80 Originale und mehr verkauft hat. Insbesondere entstanden rund um den Westen- und Schierensee zahlreiche Landschaftsbilder und Stillleben, vorwiegend in der Technik des Aquarells. Auch waren viele Werke Auftragsarbeiten. In der Gegend von Hohenhude lebten einige wohlhabende  Bauern, die ihr Anwesen gemalt wissen wollten. Durch einen glücklichen Zufall konnten 2003 drei dieser Arbeiten nachgewiesen werden, die sich auf Gut Schierensee befunden hatten. Auch Porträts sind überliefert. 1980 konnte bei Dörling in Hamburg ein Aquarell aus der Hohenhuder Zeit ersteigert werden. Einige Arbeiten Degns befinden sich heute im Schlesischen Museum zu Görlitz.
Soweit bekannt, datiert ihre letzte Arbeit aus dem Jahr 1950. An dieser Stelle muss konstatiert werden, dass sich Degn zu früh in die Rolle der Ehefrau Walther Kohlhases fügte. In der Laudatio zu einer Ausstellungseröffnung ihres Mannes fasste Dieter Opper den Sachverhalt wie folgt – diplomatisch – zusammen: „...Denn auch Hertha Kohlhase, geb. Degn, absolvierte ein Kunststudium in Genf, Königsberg, Breslau – wo sich beide fanden –, Kassel und Berlin, legte ihr Staatsexamen als Kunst- und Werkerzieherin ab – und, wenngleich sie in übergroßer Bescheidenheit bis zum heutigen Tag das Werk ihres Mannes mitträgt und mitberät, so sollten wir hier nicht vergessen, dass auch sie bildnerisch tätig war, und manche behaupten, dass ihre Aquarelle mindestens so schön wie die des Mannes sind.“

### Nachweise in der Literatur
• Gunther Otto, „Chronik der Gemeinde Rodenbek. Mit Beiträgen von Johann Eike Benesch und Regina Gay sowie Silke Engel, Hans Sellmer und Martin Stier als weiteren Mitgliedern des Arbeitskreises“. Herausgegeben von der Gemeinde Rodenbeck, Molfsee 2013

• Schlesisches Museum Görlitz (Hrsg.), Ausstellungskatalog „Rollenwechsel – Künstlerinnen in Schlesien um 1880 bis 1945“, Verlag Gunter Oettel, Görlitz/Zittau 2009

• Justus Kohlhase, „Das Künstlerpaar Walther Kohlhase und Hertha Kohlhase und die Akademie für Kunst und Kunstgewerbe in Breslau“, Dessauer Kalender 2006, S. 68ff.

• Martin Papenbrock, Gabriele Saure (Hrsg.), „Kunst des frühen 20. Jahrhunderts in deutschen Ausstellungen. Teil 1“, Verlag VDG, Weimar 2000, S. 150

• Stadt und Kreis Plön (Hrsg.), Ausstellungskatalog „Malerei und Plastik im Schloss Plön – Ausstellung Schleswig-Holsteinischer Künstler“, Plön 1982

• Kunst-Kreis-Kiel (KKK) e.V. (Hrsg.), Ausstellungskatalog zur „1. Kunst-Ausstellung im Kunstsalon Roos“, Kiel 1948